# Byrsonima crassifolia
O muruci (Byrsonima crassifolia), também conhecido como murici, murici-da-praia ou murici-do-brejo, é uma árvore da família Malpighiaceae, ordem Malpighiales, nativa do norte e nordeste do Brasil.
Características gerais: Sua altura média é de 6 a 16 m, suas folhas são simples, lisas, e atingem em torno de 13 cm. Nas dunas, cresce com características de arbusto, com sua altura variando entre 30 cm a 4 m. Suas flores são em forma de cachos amarelos, seu fruto é pequeno, em torno de 0,8 cm, é em chachos e é inicialmente verde. O fruto permanece verde e duro até que atinja o seu tamanho máximo. Após o crescimento total, começa a amadurecer, ficando macio e de cor amarela.
Suas sementes geralmente atingem o tamanho de 0,5 cm de comprimento, e são de um marrom-claro.
Esta árvore é frequente nas regiões de terrenos úmidos, próximos a rios e lagoas e também é amplamente distribuída em dunas, especialmente nas dunas da região Nordeste, ambiente no qual ela cresce como arbusto. Não é conhecida a utilização em paisagismo, apesar de sua beleza, especialmente quando em floração. Existem várias espécies de murici, inclusive arbustos, e a característica de todas elas é o fruto pequeno e comestível, de sabor ácido.
Fruta nativa do Norte e Nordeste brasileiro, é encontrada em regiões serranas e próximas ao litoral. Já conhecida desde 1570 pelos indígenas como mureci. Hoje conhecida como murici, murixi, muruci e fruta de jacu. A cor amarela, quando madura, chama a atenção. Apesar do tamanho pequeno possui sabor e cheiro intensos e característicos, não se comparando a outro fruto. Pode ser usada na fabricação de sucos, doces, licores, geleias e sorvetes.